# Roy Blankenburg
Roy Blankenburg (* 1. Oktober 1986) ist ein deutscher Fußballspieler. 

## Karriere
Blankenburg spielte in der Jugend für den SSV Brand-Erbisdorf und den FC Erzgebirge Aue. Von 2005 bis 2009 wurde er vor allem in der zweiten Mannschaft eingesetzt, in der Saison 2008/09 bestritt er jedoch auch zwei Drittligaspiele für die erste Mannschaft der Auer. 2009 wechselte er in die Oberliga Nordost zu Germania Halberstadt, wo er in 15 Hinrundenspielen elf Tore erzielte. Daraufhin wechselte Blankenburg im Januar 2010 für ein halbes Jahr zum ZFC Meuselwitz, kehrte jedoch wieder nach Halberstadt zurück. Im Sommer 2011 wechselte er zum sächsischen Landesligisten VfL 05 Hohenstein-Ernstthal. Nach einem Jahr ging er in die Regionalliga zum VfB Auerbach. Zur Saison 2014/15 wechselte er zum FSV Budissa Bautzen. 2015 kehrte er zum VfL Hohenstein-Ernstthal zurück. In der Saison 2017/18 gelang ihm mit der Mannschaft als Sachsenmeister der Aufstieg in die Oberliga.